# Vogelparadies Birka
Das Vogelparadies “Birka” ist ein Vogelpark auf dem Birkahof im liechtensteinischen Mauren am Rande des Naturschutzgebiets Birka. Er wird vom Ornithologischen Verein Mauren betrieben.

## Parkanlage
An der Erlebnisstation «Rheinüberschwemmung» des im Mai 2019 errichteten Liechtenstein-Wegs und direkt am Radweg Mauren–Feldkirch (Josef-Murr-Weg) ist das Vogelparadies “Birka” gelegen. In derzeit 11 Volieren kann man über 140 Vögel betrachten, hauptsächlich Papageienvögel aus Afrika, Südamerika, Asien und Australien, aber auch Geflügel wie Hühner- und Gänsevögel. In einem 2004 von der Internationalen Lotterie in Liechtenstein Stiftung gesponserten Freifluggehege werden Zierhühner artgerecht gehalten. Wie in anderen Vogel- und Tierparks auch umfasst die Betreuung der Tiere die Fütterung, Jungenaufzucht, Krankentierpflege und Volierenreinigung.
Der Künstler Willi Meier († 2015), der auch Mitglied des Ornithologischen Vereins Mauren war, stattete die Anlage mit mehreren bildhauerischen Kunstwerken aus, wie die Adler aus Beton am Eingang und der achteckige Delphinbrunnen auf dem Vorplatz des Vereinshauses. Am westlichen Rand des Parks wurde 1979 ein Spielplatz mit nebenliegendem Streichelzoo erbaut, der im Jahre 2006 neu gestaltet wurde.
Südlich des Vereinshauses kann man im Kiosk “Birka” kleine Speisen und Getränke erwerben. Dort werden auch Blockhütten und Grills sowie die Räumlichkeiten des als Mehrzweckgebäude genutzten Vereinshauses bei Bedarf vermietet. In den Wintermonaten wird der Kiosk in den ersten Stock des Vereinshauses verlegt.

## Ornithologischer Verein Mauren

### Der Verein heute
Der Ornithologische Verein Mauren tritt für die Förderung des Vogelschutzes und der Vogelpflege sowie der Geflügel- und Kaninchenzucht ein. Er berät in Sachen Schutz und Pflege natürlicher Lebensräume für Vögel und andere Tiere sowie für Pflanzen. Ausserdem ist er bestrebt, einen umfassenden Umweltschutz auf ökologischer Basis zu betreiben.
Zu den Vereinszielen gehören die Abhaltung von sachbezogenen Vorträgen und die Durchführung von Veranstaltungen, Ausstellungen und Exkursionen. Weitere Ziele sind die Winterfütterung und der Schutz freilebender Vögel sowie der Bau von Nistgelegenheiten und Futterstellen und deren Überwachung. Der Verein unterstützt andere Naturschutzorganisationen, pflegt verletzte Tiere und vermittelt artgerechtes und einwandfreies Futter. Nebenbei sammelt er Stopfpräparate einheimischer Tiere als Ausstellungsmaterial und zur Dokumentation.
Der Vereinsvorstand wird aus sieben Mitgliedern gebildet. Das Amt des Präsidenten wird von Josef Meier und seinem Vertreter Richard Schmuck bekleidet. Die Anzahl der Vereinsmitglieder ist innerhalb des letzten Jahrzehnts deutlich zurückgegangen. So waren es 2016 nur noch 20 Mitglieder und 7 Gönnermitglieder.

### Geschichte des Vereins
Wegen anhaltender Unstimmigkeiten innerhalb des Ornithologischen Vereins Liechtenstein Unterland gründeten am 6. Dezember 1963 acht Mitglieder den Ornithologischen Verein Mauren im ehemaligen Café Freiendorf in Mauren. Zum ersten Vereinspräsidenten wurde Walter Schreiber gewählt. Von 1971 bis 2001 hatte Tilbert Meier die Vereinsleitung inne.
Zunächst befasste sich der Verein mit der Erfüllung seiner gesetzten Ziele und erbaute ein Futterdepot. Das Jünglingshaus am Weiherring diente zuerst als Vereinshaus. Dieses musste wegen Neubaus aufgegeben werden, und der Verein kam 1972 in den Kellerräumen des Kindergartens Wegacker unter.
Im Juni 1971 konnte der Verein den Verkauf zweier Privatgrundstücke nordöstlich des «Käferzipfels» an die Gemeinde Mauren vermitteln, die ihm die Hege und Pflege dieser Gebiete übertrug. Der «Käferzipfel» wurde zuvor als Tierfriedhof verwendet. Hier wurden bis Ende der 1940er-Jahre abgesammelte Maikäfer und später an Milzbrand verendete Rinder vergraben. Nach Entrümpelungs- und Aufräumaktionen der Gebiete konnte im Frühjahr 1972 ein Weiherbiotop fertiggestellt werden. Die erste Voliere für Ziergeflügel wurde am 19. April 1974 eingeweiht. Am 1. Juni 1983 wurde dem Verein des Landschaftsgebiets Wisanels östlich des Birkahofs übereignet.
Im Juni 1984 bezog der Verein das Mehrzweckgebäude auf dem Birkahof, die Einweihung der gesamten Anlage wurde am 1. Juli feierlich begangen.